# 胡源乡
胡源乡，是中华人民共和国浙江省丽水市缙云县下辖的一个乡镇级行政单位。

## 行政区划
胡源乡下辖以下地区：
蛟坑村、榧树根村、茶源村、章村、上坪村、柘岙口村和胡村。